# Sandra Linkevičienė

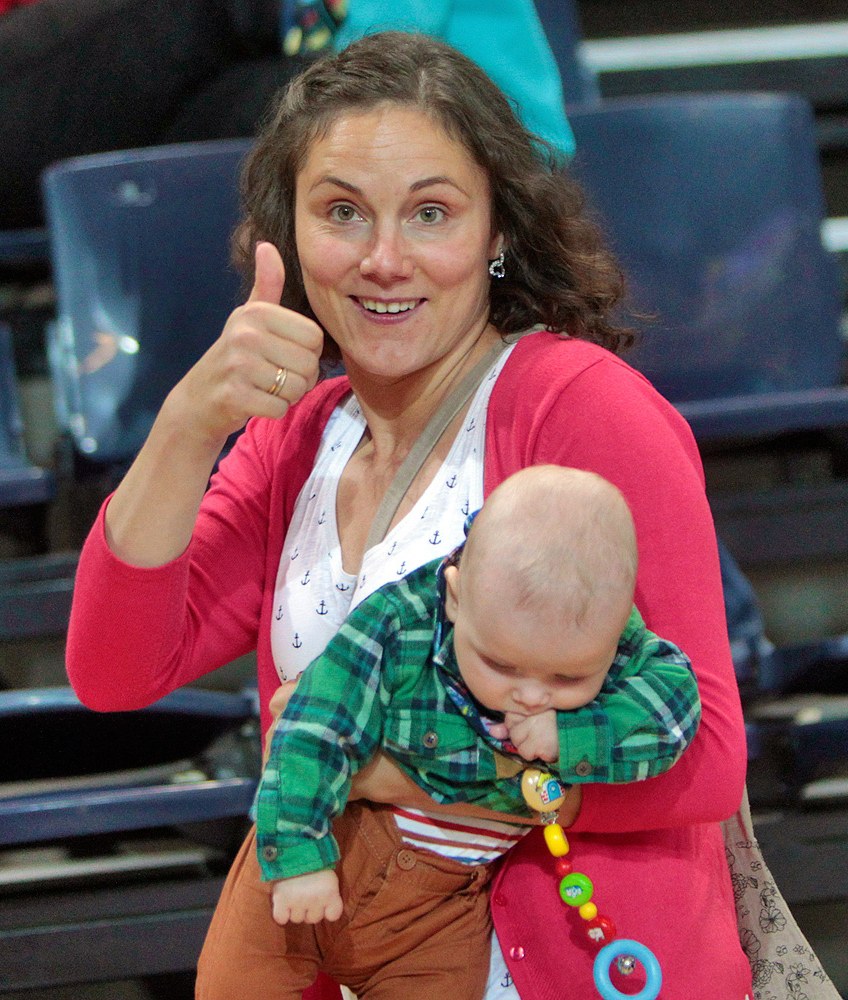
Sandra Linkevičienė en 2014

Sandra Linkevičienė, née Sandra Valužytė le 1er février 1982 à Kretinga, est une joueuse lituanienne de basket-ball, évoluant au poste d'arrière.

## Biographie
Après un arrêt pour cause de maternité, elle renoue avec la compétition lors de la saison 2014-2015 avec le club lituanien de KK Utena, après avoir dû renoncer quelques semaines plus tôt à disputer les qualifications de l'Euro 2015 sur blessure.

## Clubs
- 1998-1999 :  Alytus
- 1999-2008 :  TEO Vilnius
- 2008-2011 :  Dynamo Koursk
- 2011-2012 :  UMMC Iekaterinbourg
- 2014- :  KK Utena

## Palmarès

### Sélection nationale
- Championnat du monde
  - 6e du Championnat du monde 2006 au Brésil
  - 11e du Championnat du monde 2002 en Chine
- Championnat d'Europe
  - 4e Championnat d'Europe 2005 en Turquie